# 下沉气流
下沉气流是指高空中的空气冷却後向下运动。随着大量空气下沉到同一位置，此時會出現高氣壓：而下沉空氣聚集的区域也是盛行风的來源地。